# West Farms Square-East Tremont Avenue
West Farms Square-East Tremont Avenue, in passato East 177th Street, è una fermata della metropolitana di New York, situata sulla linea IRT White Plains Road. Nel 2015 è stata utilizzata da 2 437 882 passeggeri.
È servita dalle linee 2 Seventh Avenue Express, sempre attiva, e 5 Lexington Avenue Express, sempre attiva tranne di notte e nelle ore di punta.